# 高井瑛子
高井 瑛子（たかい えいこ、1991年2月26日 - ）は、日本のフリーアナウンサー。ライムライト所属。

## 人物・略歴
- 敬和学園大学人文学部英語文化コミュニケーション学科 卒業。
- 大学時代、新潟県内各校から選ばれた7名の中から一番輝く女性を決めるコンテスト「Miss CUT IN Campus 2012」(2012年12月22日実施)にて、グランプリを受賞[1][2]。
- 2013年4月から2017年3月まで岩手朝日テレビ(IAT)アナウンサー[3]。
- 2017年4月、IATと同じテレビ朝日系列の新潟テレビ21へ移籍。
- 2021年6月末日以て新潟テレビ21を退職[4]。
- フリーアナウンサーとしてライムライト所属となる。

## 過去の担当番組

### 岩手朝日テレビ時代
- IATニュース[5]（不定期で担当）
- スーパーJチャンネルいわて（月-金、18:15-18:55）
  - 純情応援歌
- 夏の高校野球岩手大会実況中継
- いいコト! 見たい! 知りたい! 出かけたい!（毎週土曜9:30-10:50。2013年4月より中継リポーターを不定期で担当。[6]）
- 「IATジュニアカップ（中学生以下を対象としたIAT主催のスキー&スノーボード競技会）」リポーター及びコーナーMC[7]
- 「わくわく情報館」（火-木10:25-10:30・土曜17:25-17:30。不定期で担当）
- ゴエティーニョ!（毎週土曜6:00-6:30。2013年10月5日から2015年9月26日まで「えいこお姉さん」として番組MC=メインパーソナリティー及びナレーションを担当[8]。
  - えいこお姉さんと同時に当番組へ新加入したお笑いコンビの流れ星と共に2014年3月29日まで共演し、「ゴエ旅」・「ふしぎ森モリ安比高原自然学校」コーナーリポーターを担当した他、週により「連続ことわざ劇場”ごえてぃ家の夫婦”」コーナーにも特別出演してお笑いコンビアンダーエイジや男女6人「Go!Kids」メンバーと共演したり「ゴエ旅」取材時にゴエティーとIATロゴが車体に描かれた社のロケ車[9]を自ら運転する事もあった[10]。

※その他、在盛各局（NHK盛岡+民放TV4局(IAT・IBC・TVI・MIT)）の女性アナが合同出演しているCM「2016希望郷いわて国体PR」にも2015年3月までIATアナ代表として出演していた。

### 新潟テレビ21時代
- まるどりっ!
- まるどりっ!サプリ
- スーパーJにいがた
- UXニュース

## その他
- エーザイTVショッピング「あなたの行動は大丈夫！？高めの血圧　対策SP」(九十九里ロケVTRリポーター)

## ディスコグラフィー
- めざせ!いちばん星（作曲・編曲：佐藤将展）
  - 「ゴエティーニョ!」MCが歌う初のゴエティーソング。歌詞及び振付はえいこお姉さんとお笑いコンビ「流れ星」メンバー全員で考えた。
- ゴエるん体操BLUE（作詞：上田仁司、作曲・編曲：佐藤将展、振付：チームファンタジスタ）
  - 「ゴエティーニョ!」2014年11月8日放送分にて初披露。えいこお姉さんがメインボーカルを務めるゴエティーソング第2弾であり、かつ自身が初めてソロでメインボーカルを務める曲。MVには振付を担当した「チームファンタジスタ」メンバーがえいこお姉さんのバックダンサーとして出演している（実質的にはかつて放送されていたコーナー「ゴエティーエクササイズ」が姿を変えて復活した形）。

## TV出演
- UXまるどりっ!UP内まるドラ!コーナー。番組公式Youtubeチャンネルではアーカイブが公開されている[11]。

## CM
- NEXCO東日本 関越道、北陸道リニューアル工事 新潟県内版[12]